# سدان‌کوله
سُدان‌کولَه (فنلاندی: Sodankylä) یکی از شهرهای شمال فنلاند است.
این شهر در منطقه لاپلند فنلاند واقع شده و با شهرهای کمیجاروی، کیتیلا، رووانیمی مجاور است. زبان رسمی در این شهر زبان سامی شمالی و زبان فنلاندی است.

## نگارخانه

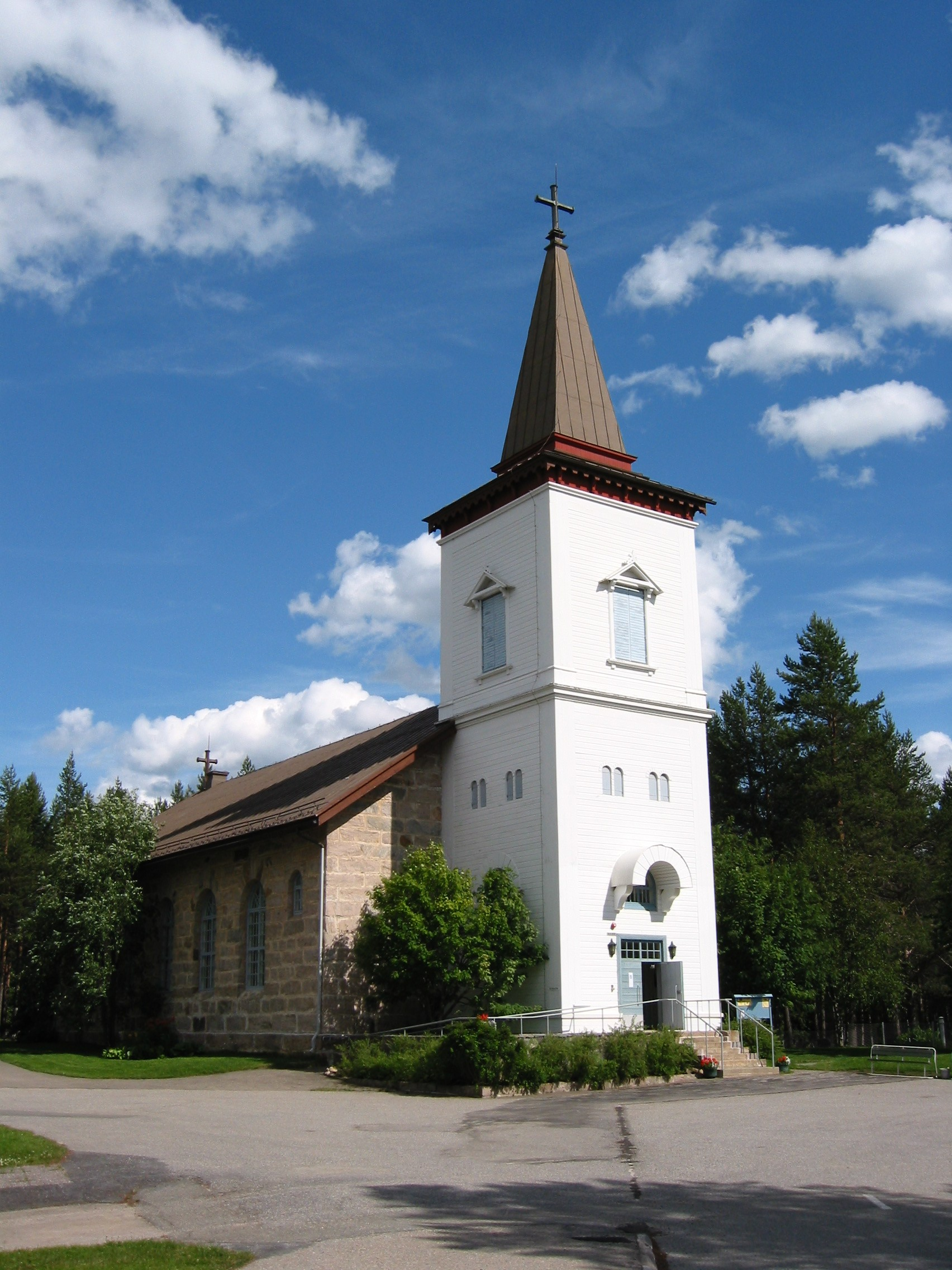
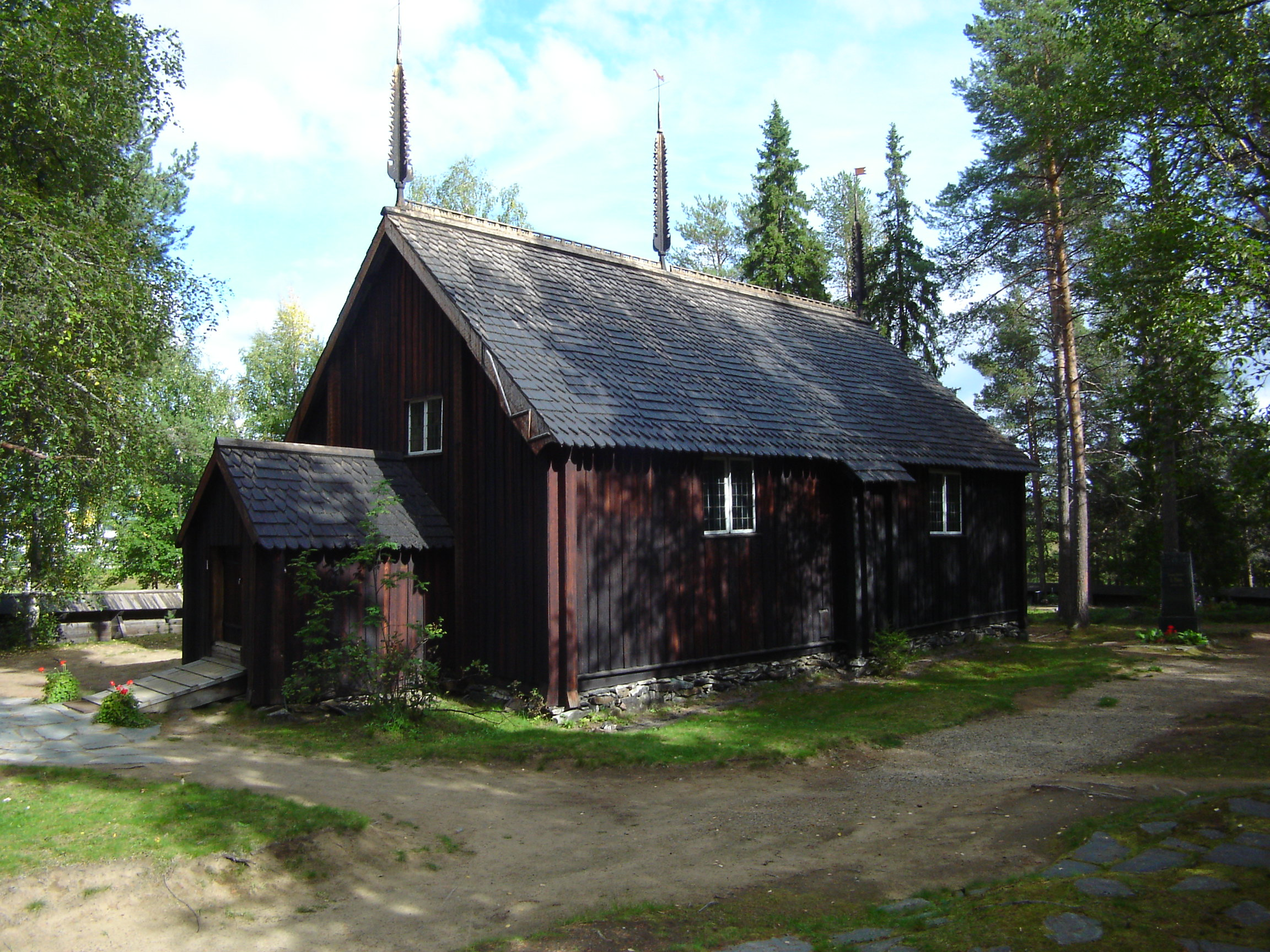